# Béla Térfi

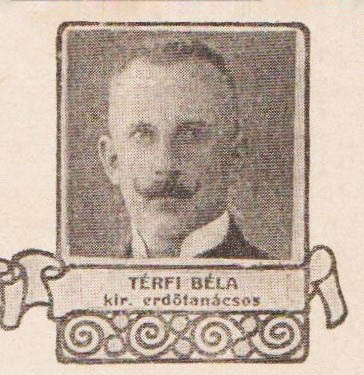
Béla Térfi, 1912

Béla Térfi (* 16. September 1869 in Komárom, (Königreich Ungarn); † 14. September 1959 in Bahía Blanca, Argentinien) war ein ungarischer Forstrat, Staatssekretär, Minister und Philatelist.

## Leben und Wirken
Térfi wuchs in Komárom auf, wo sein Vater als Direktor einer Sparkasse tätig war. Die Grundschule besuchte er in Komárom und danach die Gymnasien des Benediktinerordens in Komárom, Esztergom und Sopron. Er absolvierte nach dem Abitur ein Studium an der Akademie für Bergbau und Forstwirtschaft in Selmecbánya, wo er einen Abschluss als Forstingenieur machte. 1890 trat er in den Staatsdienst ein und begann bei der Forstdirektion in Beszterczebánya zu arbeiten. Dort blieb er für zehn Jahre und wurde 1900 in das Landwirtschaftsministerium berufen, wo er zunächst Dozent und später Leiter der Forstabteilung wurde. Zu Beginn des Ersten Weltkriegs wurde er dem Nationalen Wirtschaftskomitee zugeteilt, dessen Vorsitzender er nach dem Weggang von János Serbán wurde. Im Jahr 1917 wurde er zum stellvertretenden Staatssekretär im Ministerium für Ernährung ernannt, und ab Februar 1919 zum Staatssekretär. Im August 1919 war er für kurze Zeit bis zur Neubesetzung als Staatssekretär Leiter des Ministeriums für Ernährung im Kabinett Friedrich. Danach war er bis 1920 als Regierungsbeauftragter für die Getreidesammlung zuständig. Von Dezember 1921 bis Oktober 1922 war er Minister für Ernährung im Kabinett Bethlen. In dieser Zeit besuchte er Österreich, Deutschland, Italien, Bosnien und Rumänien. Térfi war danach bei Futura tätig, einer ungarischen Genossenschaftshandels-Aktiengesellschaft, die im Zuge der Genossenschaftsbewegung entstanden war, und deren Vorsitzender er wurde. Weiterhin war er Mitglied des Nationalen Forstverbandes und der Naturwissenschaftlichen Gesellschaft, ist jedoch nie einer politischen Partei beigetreten.
Térfi veröffentlichte Artikel in verschiedenen Forstzeitschriften und der Wirtschaftsrundschau (Közgazdasági Szemle) und war in den 1910er Jahren Mitarbeiter bei der Erstellung eines Lexikons (Tolnai világlexikona). Eine besondere Bedeutung haben seine philatelistischen Arbeiten, die Pionierleistungen auf diesem Gebiet waren. Seine Briefmarkensammlung wird als Térfi-Sammlung im Briefmarkenmuseum in Budapest aufbewahrt.
Béla Térfi starb im Alter von 89 Jahren in Bahía Blanca in Argentinien.
Sein Bruder war der Rechtswissenschaftler Gyula Térfi (1864–1929).

## Schriften (Auswahl)
- A krassószörényi árvízkatasztrófák. Pátria Nyomda, Budapest 1912.
- Magyar postai lebetűzések. Pátria Nyomda, Budapest 1943.
  - Ungarische Postabstempelungen. Übersetzt von Pál Rapacher. Erster Vaterländischer Verein der Briefmarkensammler, Pátria Nyomda, Budapest 1943.
- Magyar Állam postatérképe 1750–1850. Magyar Királyi Honvéd Térképészeti Intézet, Pátria Nyomda, Budapest 1943.
  - Übersichtskarte der Postämter und Postlinien in Ungarn 1750–1850. Erster Vaterländischer Verein der Briefmarkensammler, Pátria Nyomda, Budapest 1943.